# Michele Bianchi
Michele Bianchi (Belmonte Calabro, Italia, 22 de julio de 1883-Roma, 3 de febrero de 1930) fue un dirigente sindicalista revolucionario italiano y uno de los miembros fundadores del movimiento fascista. Fue comúnmente visto como el dirigente dominante del ala izquierdista, ala sindicalista del Partido Nacional Fascista, y uno de los políticos más influyentes del régimen antes de su prematura muerte en 1930. También fue uno de los arquitectos detrás de la «Gran lista» (il listone), la cual aseguró la mayoría parlamentaria a favor de los fascistas.

## Biografía

### Socialismo
Bianchi nació en Belmonte Calabro, en la región sureña de Calabria.
Estudió leyes en la Universidad de Roma, y se dedicó inicialmente al periodismo. Pasó a ser un miembro del Partido Socialista Italiano (PSI), y editor del diario del partido Avanti!, presidiendo sobre la rama socialista en Roma. Un delegado al congreso de Bolonia en 1904 respaldó la línea de sindicalista aplicada por Arturo Labriola.
En 1905, Bianchi renunció a su cargo en Avanti! y tomó liderazgo del Gioventù socialista (papel de la Federazione dei giovani socialisti, ala de las juventudes PSI). La campaña antimilitarista lo había encarcelado, por lo que se estableció de manera forzosa en Génova. Bianchi se adaptó a su nueva residencia, y se convirtió en el jefe de la cámara del trabajo ligurino, así como editor del diario revolucionario Lotta socialista.

### Sindicalismo
En 1906, después de respaldar varios disturbios de trabajadores, Bianchi expresó su pacifismo frente al liderazgo del PSI, y no le otorgaron una universal bienvenida. Transferido a Savona, jugó una parte crucial en los acontecimientos que dirigieron a los sindicalistas fuera del PSI—en entre el congreso de Bolonia PSI de 1907 y el primer Congreso de Sindicalistas en julio de 1908 (en Ferrara).
Después de estar arrestado varias veces y viajando por todas partes de Italia, Bianchi pasó a ser editor de La Scintilla en 1910; lanzó la idea de que el PSI y los sindicalistas tendrían que reunirse en listas electorales para las próximas elecciones administrativas. Fue minoritario, y recurrió a expresar su propio punto de vista a través del papel, lo que convirtió el diario en el respaldo de varias revueltas locales proletariados en 1911.
Sin embargo, Bianchi fue forzado por el bajo presupuesto a cerrar La Scintilla, no antes de que fuese nuevamente arrestado en Trieste por acusar a Giovanni Giolitti como instigador de la Guerra ítalo-turca. Beneficiado de una amnistía, regresó a Ferrara, donde creó y encabezó el diario La Battaglia (un intento fallido de obtener un puesto en las elecciones de 1913). Bianchi viajó a Milán, convirtiéndose en una figura importante de la Unión Sindical de Milán y la Unione Sindacale Italiana (USI).

### Fascismo

Bianchi al frente seguido por Cesare De Vecchi (con pantalones ligeros), y Benito Mussolini.

Su actitud durante la Primera Guerra Mundial refleja la de Benito Mussolini: se convirtió en un partidario activo de la entrada de Italia al conflicto, y defensor del irredentismo.
En 1915, cuando Italia se unió a Los Aliados, Bianchi ingresó voluntariamente al ejército y se convirtió en un joven oficial —primero en la Infantería, después en la artillería—. Con el fin de la guerra, Bianchi junto a Mussolini creó los Fasci italiani di combattimento, que más tarde se convirtieron en el Partido Nacional Fascista (Partito Nazionale Fascista, o PNF). En 1921, se convirtió en el secretario del PNF, e intentó  unir a los Fascistas con otros movimientos de ala izquierdista (mientras autorizaba las numerosas violentas redadas llevadas a cabo por los camisas negras).
Después de que repeliera una huelga contra las maniobras fascistas, Bianchi fue uno de los Quadrumviros que dirigió la Marcha sobre Roma en octubre de 1922, el pseudogolpe de estado que llevó a Mussolini a la presidencia del Consejo de Ministros italiano. En el gobierno nuevamente formado, fue secretario general de Asuntos Internos. Por un breve periodo, Bianchi fue rechazado como dirigente del PNF en 1923, mientras se unía con el Gran Consejo Fascista; en 1924, fue elegido a la Cámara de Diputados, pero renunció a su cargo el 14 de marzo.
En 1925, se le dio el cargo de subsecretario en el Ministerio de trabajos públicos, en 1928 la misma posición en los Asuntos Internos, y el 12 de septiembre de 1929 pasó a ser ministro de trabajos públicos. Fue nuevamente elegido a la cámara, cuando su salud empeoró severamente a raíz de la tuberculosis que padecía, y murió poco después en Roma.